# ツチクジラ属
ツチクジラ属（槌鯨属、Berardius）は、鯨偶蹄目ハクジラ亜目アカボウクジラ科に属する属の一つ。ミナミツチクジラとツチクジラとクロツチクジラの3種が属する。

## 呼称
和名の「ツチ（槌）」は、頭部の形状が稲藁を叩くハンマー（槌）に似ているからとされる。
属名の「Berardius」は、ミナミツチクジラの頭蓋骨をニュージーランドからフランスに運んだ船の船長である Auguste Bérard（英語版）および、鳥類・魚類学者でありスミソニアン博物館の副館長も務めたスペンサー・フラトン・ベアードに由来する。ツチクジラの種小名の「bairdii」および英名の「Baird's」もベアードに由来している。ミナミツチクジラの種小名の「arnuxii」および英名の「Arnoux's」は、同船の船医であった Arnoux に由来する。
クロツチクジラの英名は、北海道の標津町と羅臼町でホエールウォッチングのガイド等を務めてきて、本種の発見に貢献した佐藤晴子氏に因んでいる。種小名の「minumus」は、「最小の」を意味する。なお、新種として認定される以前は、「カラス」や「クロツチ」などの呼称で地元民などに知られていたとされる。

## 分類
ツチクジラ属（Berardius）
- ミナミツチクジラ（南槌鯨、Arnoux's Beaked Whale、Berardius arnuxii）
- ツチクジラ（槌鯨、Baird's Beaked Whale / North Pacific Bottlenose Whale, Berardius bairdii）
- クロツチクジラ (黒槌鯨、Sato's Beaked Whale、Berardius minimus）

ミナミツチクジラとツチクジラは大きさも近く、外観も非常に似通っている。そのため、分布こそ南半球と北半球に分かれているものの、一部の動物学者は同一の種が変異して別々の種に分かれたという説を唱えている。
ミナミツチクジラは、ニュージーランドで発見された頭蓋骨に基づき、1851年に Georges Louis Duvernoy によって新種として報告された。ツチクジラはベーリング海で発見された試料に基づき、1883年に Leonhard Hess Stejneger によって新種として報告された。
クロツチクジラは、北海道沿岸に漂着した試料に基づいて2019年に新種として報告された。なお、ソビエト連邦時代から「オホーツク海のキタトックリクジラ」が報告されていたが、これが本種またはタイヘイヨウアカボウモドキを指していたのかは不明である。

## 生息域

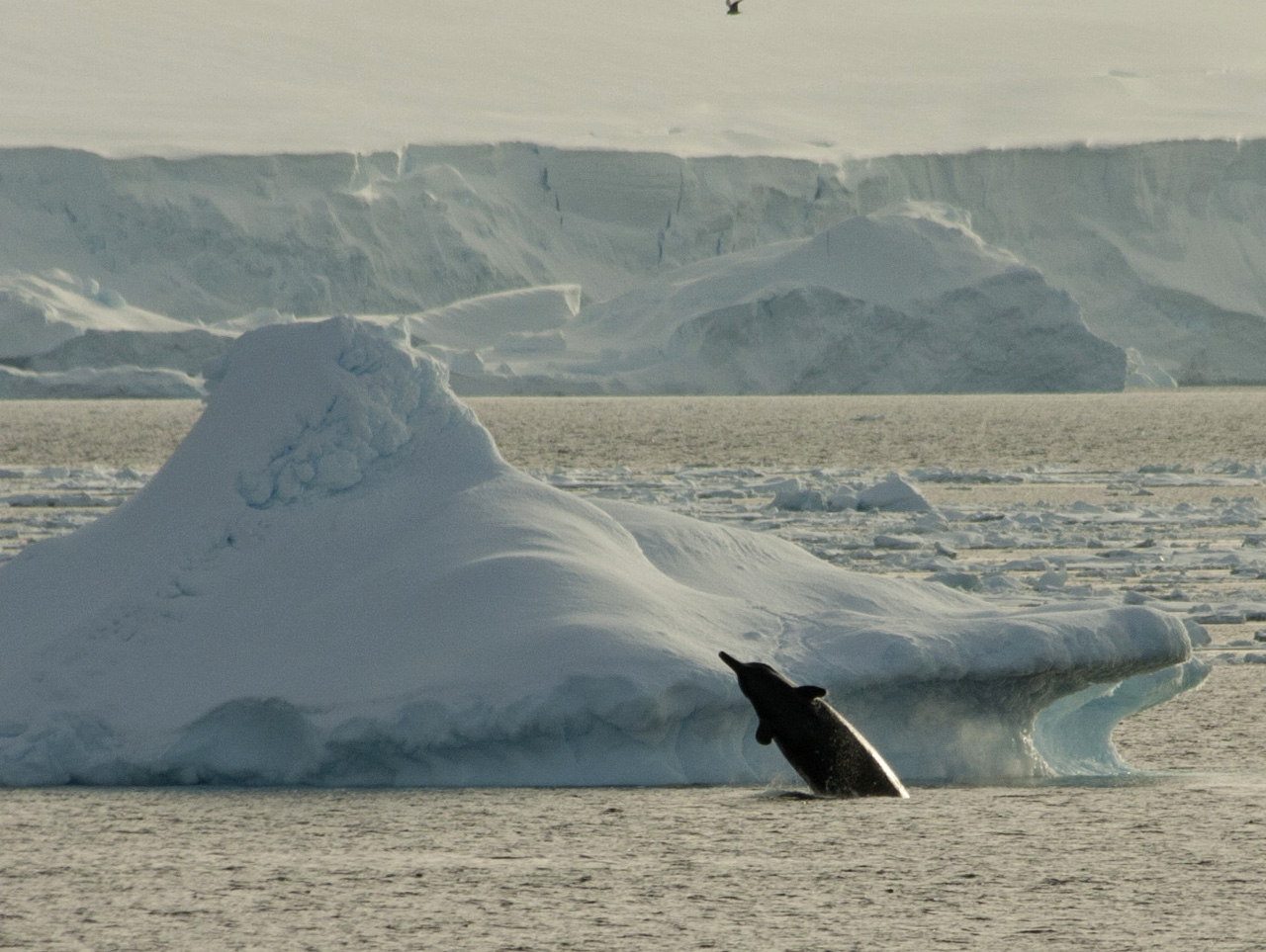
南極海のミナミツチクジラ。

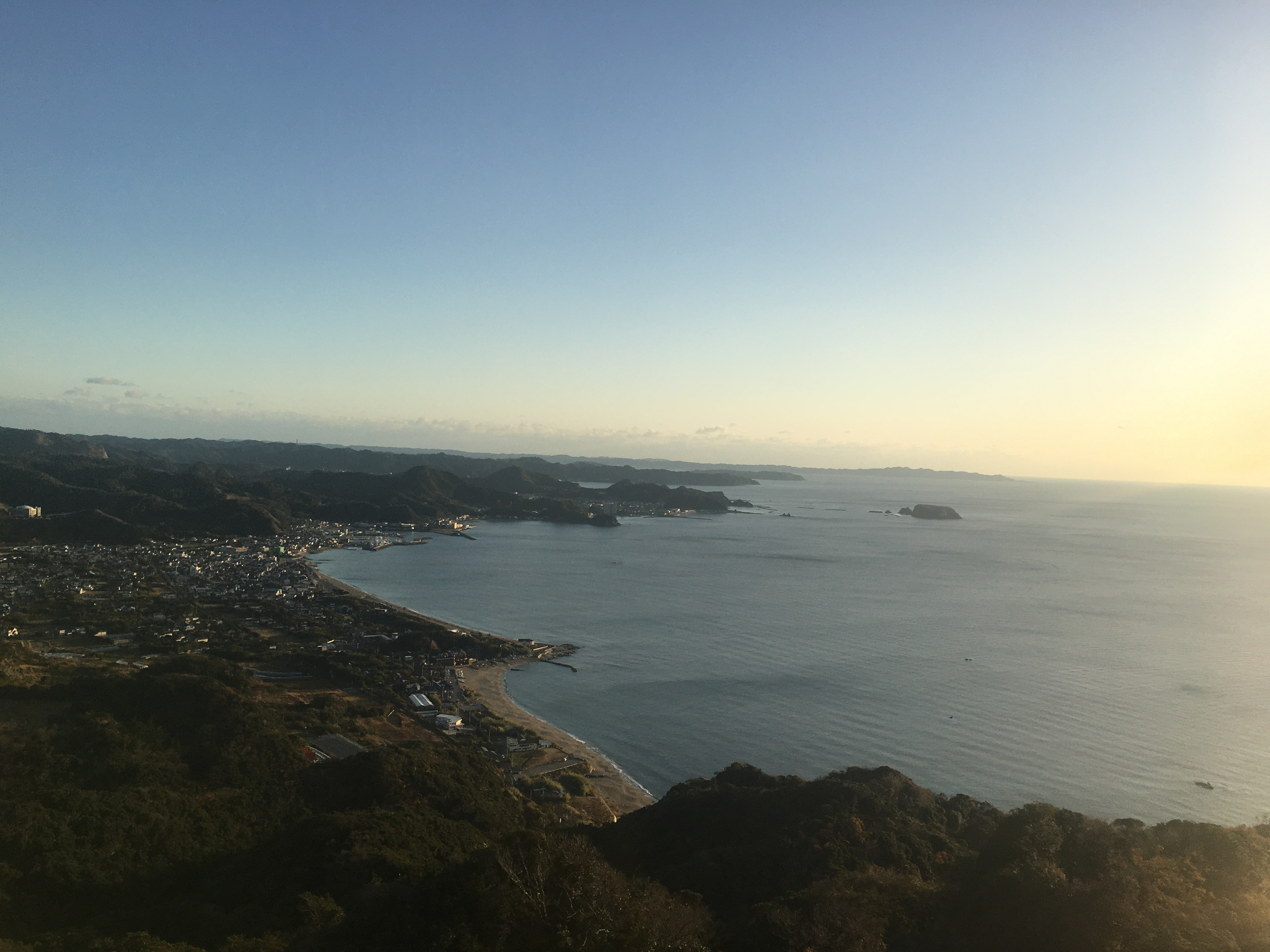
東京湾の浮島は東日本では珍しく組織的な古式捕鯨が行われたが、乱獲によって関東沿岸の大型鯨類は壊滅して現在では少なくなり、犬吠埼一帯のホエールウォッチングでもツチクジラが確認されるのは稀である。

ミナミツチクジラとツチクジラの生息域は重なっておらず、完全に分かれている。両種およびクロツチクジラとも基本的には深海性が強いが、たとえば知床半島の様に海底渓谷が陸地付近に迫っている地域などやその付近では陸上から観察できるほどの沿岸で見られる場合もある。
ミナミツチクジラは南極海に棲息する。
ニュージーランドやオーストラリアの海岸への座礁が少なくないことから、これらの国の南部海域から南極大陸までの海域においては、比較的一般に棲息しているものと考えられている。サウスジョージア・サウスサンドウィッチ諸島や南アフリカ、ニュージーランドなどにも棲息しているため、南極海の広い海域に棲息していると考えられている。また、最北端の座礁の報告例は南緯34度であるため、極地に近い寒冷な海域だけではなく、温暖な海域にも棲息すると考えられる。
一方、ツチクジラは北太平洋、日本海、オホーツク海の南部などに棲息する。大陸棚の端近くの沿岸側あたりを好むと考えられている。北限はベーリング海、南限は東側はバハ・カリフォルニア半島、西側は（太平洋側の通常は）伊豆半島や伊豆大島や（日本海側の通常は）富山湾であるが、隠岐や朝鮮半島や大分県の蒲江や東シナ海の舟山諸島などでも記録されている。熊野灘や中国大陸（黄海の膠州湾など）でも日本の捕鯨業者によって捕獲されていたことを示唆させる資料も存在する。
日本列島の沿岸部では、個体数が減少したゆえか、日本海全体や房総半島や東京湾の様に個体数が大きく減少したり安定した回遊が消滅したと思わしい海域も散見されるが、北海道、久六島、佐渡海峡、相模湾と伊豆大島、富山湾などでは現在も目撃自体は多くないものの回遊が存続しており、網走市と知床半島ではホエールウォッチングの対象になっており、積丹半島の沿岸でもイルカ類の観察業やダイビングの最中に目撃されることもあり、檜山郡の沿岸でもハートランドフェリーなどからの目撃情報を収集して観光への利用を模索する動きもある。
クロツチクジラは、アラスカ、アリューシャン列島、サハリンなどでもストランディングなどが知られるが、北海道の知床半島と国後島の間の根室海峡が世界でも特に観察事例が多く、後述の通り、知床半島と網走市ではホエールウォッチングの最中に観察される事もある。
- ツチクジラの分布
- ミナミツチクジラの分布
- クロツチクジラの分布

## 形態

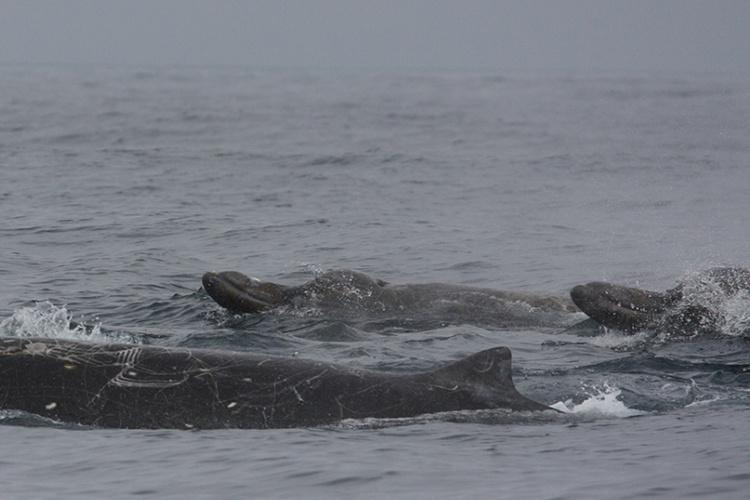
ツチクジラ

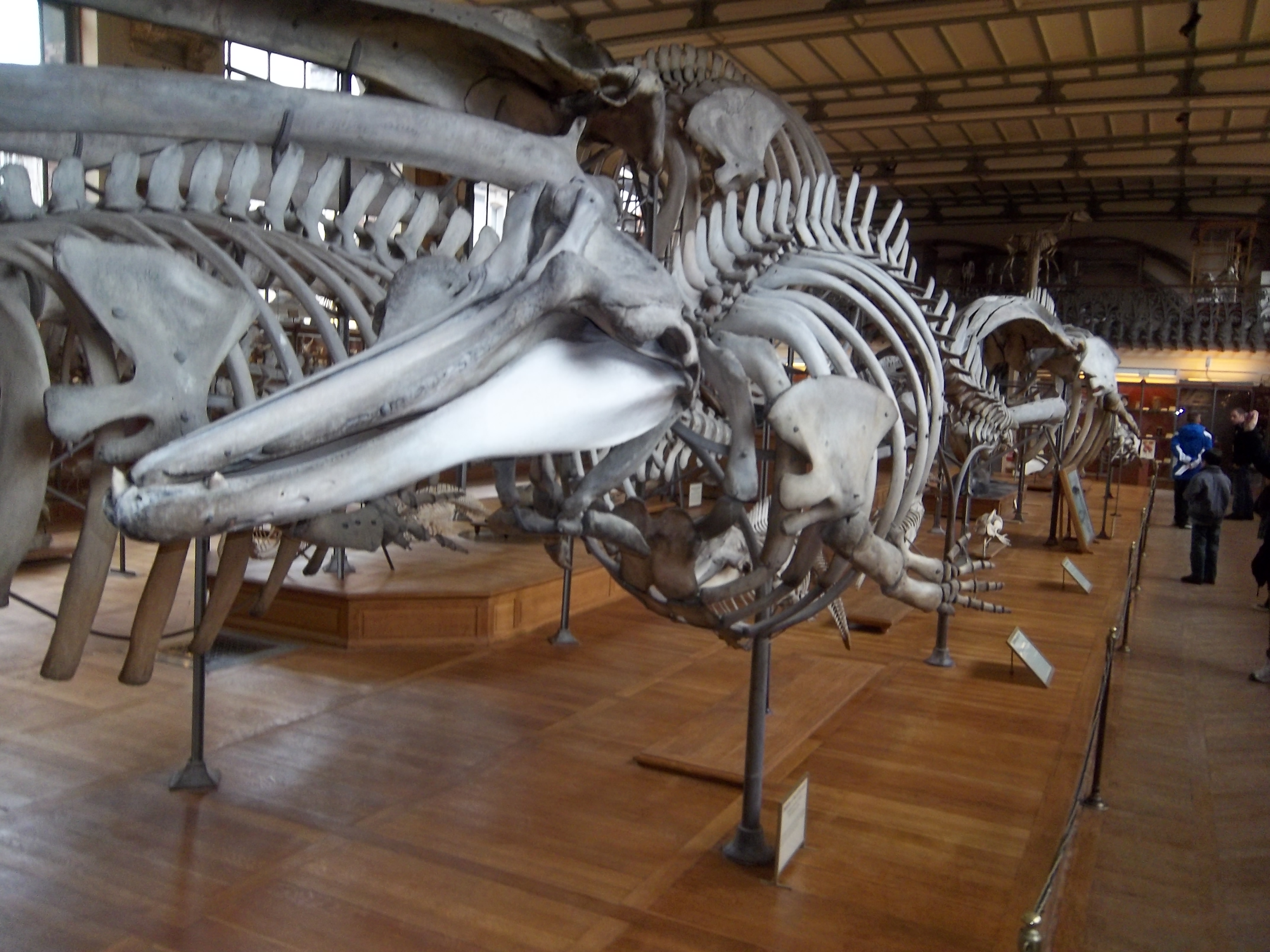
ミナミツチクジラの骨格

ツチクジラ属はアカボウクジラ科の中では最も大きい部類であり、ハクジラ類全体でもマッコウクジラに次ぐ大きさとなる。海上で観察された最も大きなミナミツチクジラの推定体長は12メートルであるが、標本として入手できているものは10メートル弱である。一方で、北半球のツチクジラは成長すると体長10-13メートル程度、体重は12トン程度に達する。ハクジラ類では珍しくメスがオスよりも大きくなる傾向にある。
ミナミツチクジラとツチクジラの両種とも、アカボウクジラ科の中でも比較的長い口吻を有する。下顎が上顎よりも長く、口を閉じた状態でも下の前歯が見える。頭部メロンは、アカボウクジラ科の中でも特に膨らんだ形状を持つ。体型は細長く、胴回りは体長の50%程度に過ぎない。
体色はほぼ一色であり、個体による違いがあるが、明るい灰色から黒である。胸びれは小さく、丸くなっている。同じく背びれも小さく、丸くなっており、全長の3/4くらいの位置にある。両種とも全身に白い引っかき傷があり、とくにオス同士の争いで傷がつくとされている。この傷の個数は加齢とともに増えていくため、各個体の年齢の大雑把な見積もりに使用することができる。また、両種とも性による外観の違いはほとんどない。
クロツチクジラは体色が黒みがかっているため判別は容易だが、ミナミツチクジラとツチクジラの外観は非常によく似ている。しかし、両種の生息域が重なっていないため海上で識別する必要はない。体の大きさはクロツチクジラは6-7メートルと小さいが、ミナミツチクジラとツチクジラでは若干異なっており、ミナミツチクジラの方がツチクジラよりも少し小さい。
- ミナミツチクジラとヒトとの大きさ比較
- クロツチクジラとヒトとの大きさ比較
- クロツチクジラとツチクジラの比較

## 生態
ミナミツチクジラの全生息数は不明である。ツチクジラの全生息数の見積もりは3万頭以上である。
北半球のツチクジラは好奇心が強く人間や船舶と交流を持とうとすることがある。対照的にミナミツチクジラは捕鯨の主要な対象になってこなかったにもかかわらず人間や船舶への警戒心が強く、ミナミツチクジラは中・大型の鯨類では主だった捕獲対象にならなかった稀有な種類である。捕鯨によって激減した北半球の種類が人間や船舶に対して好奇心を示すのに対して、商業捕鯨の大規模な脅威を免れた南半球の種類が警戒心を見せるという状況はトックリクジラ属と類似している。
ミナミツチクジラの生態はほとんどわかっていないが、ツチクジラに似ているものと考えられている。ツチクジラ属は社会性が非常に強く、通常は3頭から10頭程度の群を成して行動するが、稀に80頭程度の群が観察される。群の構成は良くわかっていない。雌の方が雄よりも若干大きいので、捕獲の困難さに雌雄の差がないならば、雌の捕獲頭数の方が雄よりも多いことが予想されるのだが、実際には全捕獲頭数の2/3が雄であるため、調査捕鯨の結果からも群の構成は良くわかってはいない。両種ともオスの成獣はオス同士による闘争の結果、体表に引っかき傷を持つ場合が多い。
主な餌は魚類、頭足類などである。潜水深度は800-1,200メートル近くになり、深海性の大型のイカを捕食する事もある。
時には連続して海面から飛び出すジャンプ（ブリーチング）や、海面から周囲を観察する行動であるスパイホッピング、尾びれを海面に叩きつけるペックスラップなどの海面行動を見せることもある。
なお、コマンドルスキー諸島には通年を浅い沿岸水域で過ごす特異なツチクジラの個体群が存在する。

## 人間との関わり
IUCNの2006年版レッドリストでは、ツチクジラもミナミツチクジラも「低リスク－保全対策依存」 (LRcd : Lower Risk - Conservation Dependent) に分類（1996年）されているが、捕鯨だけでなく混獲や船舶との衝突、気候変動など鯨類全般に共通する脅威要素には本属も直面している。
ツチクジラもミナミツチクジラも「ボン条約」の保護対象種に指定されているが、日本では現在も商業捕鯨の対象になっている。なお、日本政府が捕鯨問題において捕鯨を正当化するために用いた「鯨害獣論（鯨食害論）」は理論的正当性について国内外から様々な批判を受けており、2009年6月の国際捕鯨委員会の年次会合にて、日本政府代表代理だった森下丈二水産庁参事官が鯨類による漁業被害（害獣論）を撤回している。
なお、日本列島においても古くから捕鯨をタブー視する風潮も多く、捕鯨を禁止したり捕鯨に反対する住民が暴動を起こした事例も存在する（捕鯨問題#文化としての捕鯨を参照）。

### 保護とホエールウォッチング
日本列島の周囲では、直接的な捕獲だけでなく、漁網への混獲や、とくに相模湾の伊豆大島の周辺や日本海側の沿岸にて高速船との衝突事故が懸念されている。また、日本では鯨類の保護自体が国外の思想の受け売りだと認識されて進展が阻害されてきた。
上記の通り、ツチクジラはオホーツク海や北海道を中心にホエールウォッチングの対象とされる場合があり、頻度こそ高くないものの、モントレー湾などアメリカ合衆国の沿岸のホエールウォッチングにおいても観察される事がある。しかし、過去には根室海峡にて観光業と商業捕鯨との間に軋轢が生じたこともある。上記の通り、近年は東京湾や房総半島などでの確認が限られており、犬吠埼（銚子市）のウォッチングでも観察の頻度は少ない。
ミナミツチクジラは、分布などの生態情報も少なく観察自体が珍しいため、商業用の観光ツアーが主だった観察対象としている事例もない。
クロツチクジラは根室海峡での確認が多く、網走市と知床半島ではホエールウォッチング船からの観察が記録されており、知床半島では陸上から観察される場合もある。

### 捕鯨
南半球に生息するミナミツチクジラは捕鯨の対象となったことはない。生息状況に不明な点も多いが、おそらく絶滅の惧れはあまりないものと考えられている。
一方で、北太平洋に分布するツチクジラは、日本列島では主に江戸時代から捕鯨の対象とされており、沿岸捕鯨では千葉県鋸南町の浮島周辺の東京湾による醍醐新兵衛らによる操業が知られていたが、東京湾一帯のクジラは乱獲によって20-25年ほどで激減したことが三浦浄心によって記録されており、以降は大型鯨類の東京湾への安定した回遊は見られない。20世紀以降は主に日本によって捕鯨の対象になっていた。日本は1986年の商業捕鯨モラトリアムまでに約4,000頭を捕獲した。最も多いのは1952年の年間300頭であった。ソ連、カナダ、アメリカも頭数は少ないが捕鯨を行っていた。ソ連は1974年に捕鯨を中止するまでに176頭のツチクジラを、カナダ、アメリカは1966年に中止するまでに60頭のツチクジラをそれぞれ捕獲した。
現在日本は、自主規制による頭数制限（ツチクジラはIWCの管轄外）に従ってツチクジラを捕獲しており、その肉は日本の市場で流通しており、ミンククジラよりも多い。現在行われている程度の捕鯨頭数が種としての存続を脅かすことはないと考えられている。日本海側での操業は2017年以降は実施されていない。
千葉県、房総半島南部の特産品としてツチクジラの肉から作られる鯨のたれが有名である。食料として見た場合、ツチクジラの体内に含まれる微量の水銀に注意する必要がある。厚生労働省は、ツチクジラを妊婦が摂食量を注意すべき魚介類の一つとして挙げており、2005年11月2日の発表では、1回に食べる量を約80gとした場合、ツチクジラの摂食は週に1回まで（１週間当たり80g程度）を目安としている。

#### 日本のツチクジラ捕鯨の推移
木白による資料に基づく日本のツチクジラ捕鯨の推移である。
- 17世紀頃 - 明治初頭 － 手投げ銛による小規模な捕鯨
- 第二次世界大戦後 － 小型捕鯨船による商業捕鯨活発（最も多い時で1952年の年間300頭以上）
- 1983年 - 年間40頭までに自主規制
- 1990年 - 年間54頭までに自主規制
- 1999年 - 別途日本海における捕獲頭数を年間8頭までに自主規制（合計62頭）